# Jennifer Pareja i Lisalde
Jennifer Pareja i Lisalde (Olot, 8 de maig de 1984) és una jugadora de waterpolo catalana, actualment retirada. Reconeguda com a millor jugadora del Món per la Federació Internacional de Natació i d'Europa per la Lliga Europea de Natació l'any 2013, és considerada com una de les millors waterpolistes de la història.
Es formà al Club Natació Olot i passà posteriorment pel Club Natació Sant Feliu. Jugà amb el Club Natació Sabadell en dues etapes (2003-06 i 2010-16) i amb el Club Esportiu Mediterrani entre 2006 i 2010. A nivell de clubs, aconseguí la majoria de títols en competició destacant tres Eurolligues femenines de la LEN, dos Supercopes d'Europa, nous Lligues espanyoles, sis Copes de la Reina, sis Supercopes d'Espanya i set Copes Catalunya.
Internacional absoluta i capitana de la selecció espanyola, amb la qual es va proclamar campiona d'Europa el 2014, campiona del món el 2013, subcampiona olímpica el 2012 i subcampiona d'Europa el 2008. Va debutar amb la selecció espanyola femenina sub-20 de waterpolo l'any 2000, aconseguint les dues primeres medalles d'Espanya en la història d'aquesta categoria. Va ser medalla de bronze al campionat europeu júnior de 2002 i al campionat mundial júnior de 2003.
Ha aconseguit grans èxits per a la selecció espanyola com ara el campionat d'Europa el 2014, el campionat del Món el 2013, el subcampionat olímpic en 2012 i el subcampionat d'Europa el 2008.
A nivell individual, va ser la màxima golejadora del Campionat d'Europa 2006, va ser inclosa al "7 Ideal del Torneig Olímpic 2012" i va ser escollida "Millor Jugadora del Mundial 2013", a més de ser part del "7 Ideal del Mundial".
Es retirà de la competició l'estiu de 2016 i posteriorment ha exercit com a assessora del Consell Superior d'Esports. També practicà temporalment el handbol platja. Entre d'altres reconeixements, rebé la medalla de serveis distingits de bronze (2003), d'argent (2004) i d'or (2005) i l'extraordinària al mèrit esportiu (2008) de la Reial Federació Espanyola de Natació, i la medalla al mèrit esportiu (2006) de la Federació Catalana de Natació.

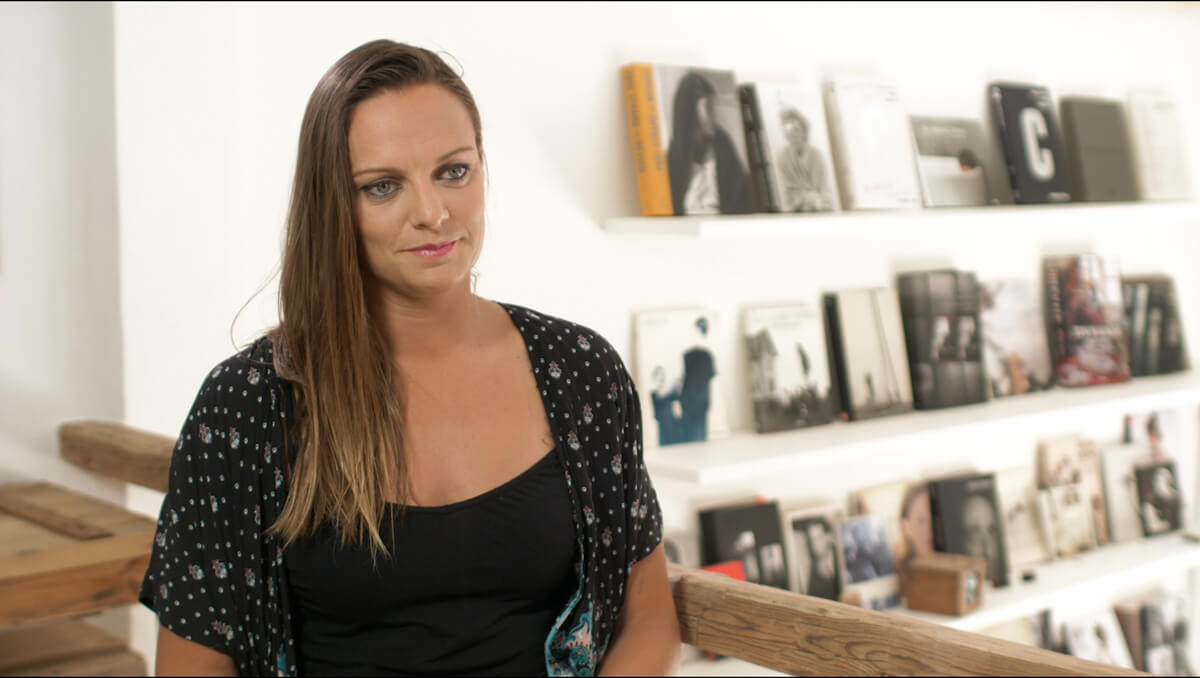
Jennifer Pareja en la seva intervenció a Hijas de Cynisca

## Vida posterior
L'any 2019 va participar en el llargmetratge documental Hijas de Cynisca (Filles de Cynisca), l'esport femení parla per la igualtat, una pel·lícula de Beatriz Carretero sobre la desigualtat de gènere en l'esport, reflex del que també és observable en la societat, que presenta dones esdevingudes referents esportius, que expliquen la seva experiència.
Al 2023 va ser nomenada directora general del Programa ADO, destinat a donar suport al desenvolupament i promoció dels esportistes nacionals d'alt rendiment perquè donin els millors resultats possibles en les seves participacons en els Jocs Olímpics.

## Palmarès
Clubs
- 3 Eurolligues femenina de la LEN: 2010-11, 2012-13 i 2013-14
- 2 Supercopes d'Europa de waterpolo femenina: 2013-14 i 2014-15
- 9 Lligues espanyoles de waterpolo femenina: 2003-04, 2004-05, 2008-09, 2010-11, 2011-12, 2012-13, 2013-14, 2014-15 i 2015-16
- 6 Copes espanyoles de waterpolo femenina: 2004-05, 2010-11, 2011-12, 2012-13, 2013-14 i 2014-15
- 6 Supercopes espanyoles de waterpolo femenina: 2010-11, 2011-12, 2012-13, 2013-14, 2014-15 i 2015-16
- 7 Copes Catalunya de waterpolo femenina: 2008-09, 2010-11, 2011-12, 2012-13, 2013-14, 2014-15 i 2015-16

Selecció espanyola
- 1 medalla d'argent als Jocs Olímpics de Londres 2012
- 1 medalla d'or als Campionats del Món de waterpolo femení: 2013
- 1 medalla d'or als Campionats d'Europa de waterpolo femení: 2014
- 1 medalla d'argent als Campionats d'Europa de waterpolo femení: 2008

Selecció espanyola júnior
- Medalla de bronze al Campionat del Món Júnior de Calgary 2003
- Medalla de bronze al Campionat d'Europa Júnior de Loulé 2002